# Альціон талаудський
Альціо́н талаудський (Todiramphus enigma) — вид сиворакшоподібних птахів родини рибалочкових (Alcedinidae). Ендемік Індонезії.

## Поширення і екологія
Талаудські альціони мешкають на островах Талауд на північний схід від Сулавесі. Вони живуть у вологих рівнинних тропічних лісах, на берегах річок і озер.

## Збереження
МСОП класифікує стан збереження цього виду як близький до загрозливого. Талаудським альціонам загрожує знищення природного середовища.